# サマンサ・ルースウェイト
サマンサ・ルースウェイト（英語:Samantha Lewthwaite、1983年12月5日 - ）は、イギリス出身のイスラーム武装勢力関係者の女性。2012年、ケニアでのテロ攻撃を計画した組織に関係したとしてケニア警察から行方を追われている。「白い未亡人」という異名を持つ。

## 略歴
1983年、北アイルランドに生まれる。父親は元英国軍人で、英南部バッキンガムシャーのアイルズベリーで育った。17歳でキリスト教からイスラム教に改宗し、2002年にロンドン大学の東洋アフリカ研究学院で宗教と政治を学ぶ。当時はイラク戦争反対デモに参加するなど政治活動に没頭した。
ジャマイカ系の英国人、ジャーミイン・リンゼイと結婚し、3人の子供を産む。熱心なイスラム教徒ではあったが内気で平均的な少女であったという。

## イスラム過激派との関係
夫のジャーミインは2005年7月のロンドン同時爆破テロ事件の容疑者の一人で、テロの際に死亡したとされる。当時、ルースウェイトは事件に対し、残虐行為に対して怒りと恐れを覚えるとし「このような凶悪犯罪を犯せる人には見えなかった」と慄然とした心境を述べていたが、2011年に捜査当局がモンバサでのテロ未遂事件に絡み彼女の自宅を捜索した所、ロンドン同時テロで使われた爆発物と同じ成分が見つかった。
彼女はロンドン同時爆破テロの後、3人の子供とアフリカに渡り、南アフリカの偽造パスポートなどでアフリカ各国を移動して、アル・シャバブとパキスタンなどのイスラム過激派らを結ぶネットワーク作りに従事しているとされる。
英国で過激派のための資金を集め、アフリカで戦闘員養成などを行っているとの関係者の指摘もある。
2013年9月23日、ケニアのアミナ・モハメド外相は、ナイロビで起こったショッピングモール襲撃事件に関連して、実行犯の一人が英国の白人女性であったとの情報に関連し、アフリカを拠点とするルースウェイトが犯人の中に含まれている可能性を示唆した。同月26日、国際刑事警察機構はケニア政府の要請でルースウェイトを国際指名手配した。その後の捜査当局の調べで、武装グループに女性がいなかったことから事件への関与はないとされた。
また、この他にも2013年5月のロンドンで起きた英兵殺害事件にも関与していた可能性があるという指摘がされている。